# Allodia angustilobata
Allodia angustilobata är en tvåvingeart som beskrevs av Zaitzev 1983. Allodia angustilobata ingår i släktet Allodia och familjen svampmyggor. Inga underarter finns listade i Catalogue of Life.